# 평호단사적비
평호단사적비는 대한민국 전라남도 완도군 군외면 당인리에 있는 사적비이다. 2005년 1월 4일 완도군의 향토문화유산 제9호로 지정되었다.